# Marguerite Vogt

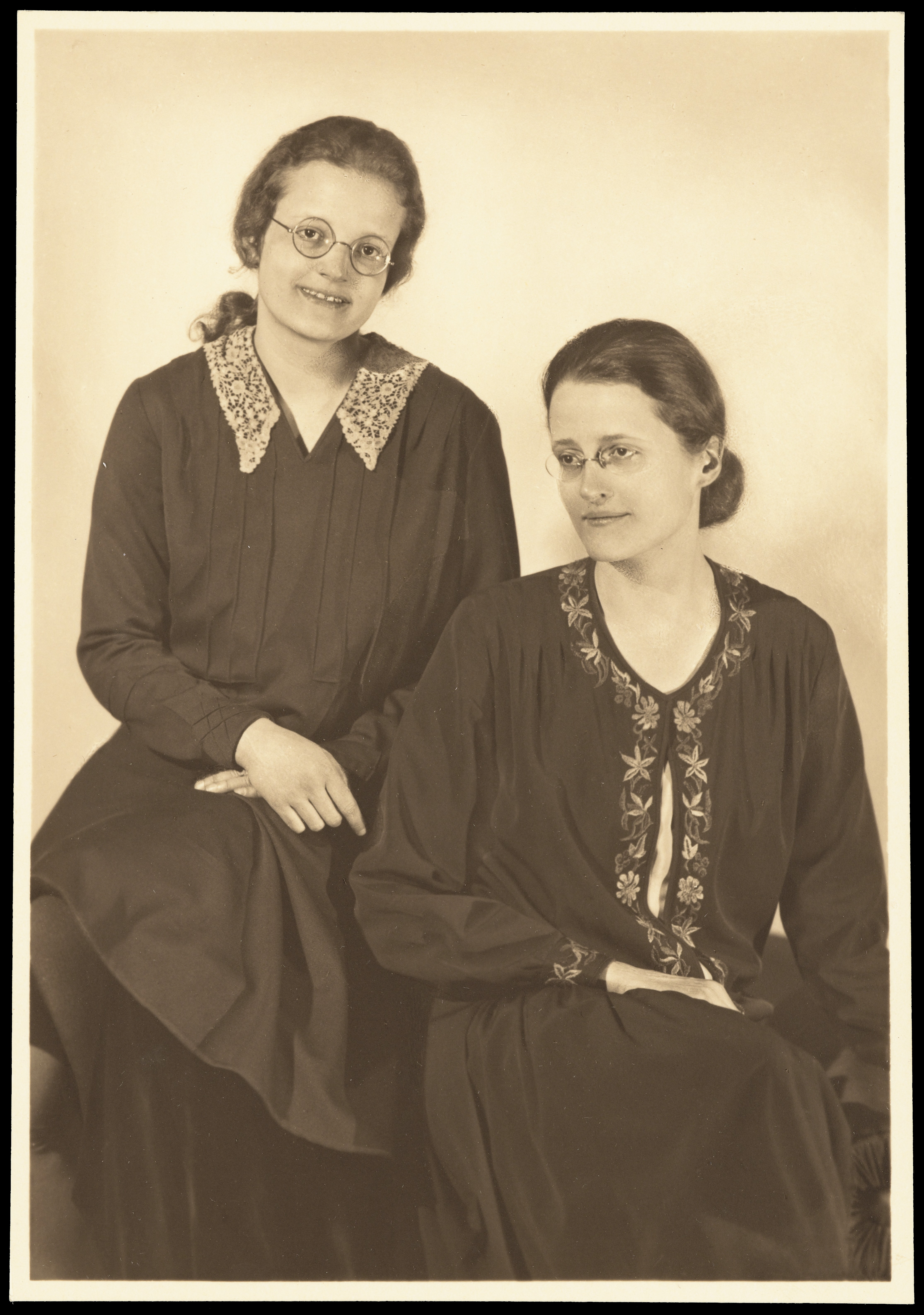
Marguerite Vogt (links) mit ihrer Schwester Marthe Vogt (Datum unbekannt)

Marguerite Vogt (* 13. Februar 1913 in Berlin; † 6. Juli 2007 in La Jolla, Kalifornien) war eine Krebsforscherin und Virologin. Bekannt wurde sie durch ihre Forschungen auf dem Gebiet der Poliomyelitis und ihre Krebsforschungen am Salk Institute for Biological Studies.

## Leben
Marguerite Vogt war die Jüngere der beiden Töchter von Oskar Vogt und der in Frankreich geborenen Cécile Vogt-Mugnier. Ihre ältere Schwester ist Marthe Vogt. 1937 erhielt Marguerite Vogt ihren Doktortitel der Medizin von der Universität Berlin. Ihre Eltern waren beide anerkannte Neurologen und so wuchs sie in einer äußerst wissenschaftlich geprägten Umgebung auf. Vogts ältere Schwester, Marthe Louise Vogt (1903–2003) war eine Neuropharmakologin, die Mitglied der Royal Society und Professorin in Cambridge wurde.

## Karriere
Marguerite Vogt schloss sich ihren Eltern in deren privatem Institut für Hirnforschung und allgemeine Biologie in Neustadt an, wo die Familie während des Zweiten Weltkriegs lebte. Dort befasste sie sich intensiv mit der Entwicklung der Drosophila. Sie veröffentlichte mehr als 30 Aufsätze über die Ringdrüse und homöotische Mutanten.
Marguerite Vogt wechselte 1950 ans California Institute of Technology, um mit Max Delbrück arbeiten zu können. Er machte sie mit Renato Dulbecco bekannt, einem Nachwuchsfakultätsmitglied im Fachbereich der Biologie. Vogt und Dulbecco arbeiteten zusammen an Methoden, das Poliovirus zu kultivieren. Sie waren die ersten, die das Virus erfolgreich in vitro züchten konnten. Dies war ein wichtiger Schritt, um anschließend einen Impfstoff produzieren zu können. Vogts technische Fertigkeiten als Zellzüchterin waren entscheidend bei dieser Arbeit. Darauf richteten sie ihre Forschungen auf das Gebiet der krebserregenden Viren, darunter das Polyoma-Virus. Ihnen gelang es, dieses Virus zu kultivieren und die Keimruhe des Virus zu überprüfen.
Dulbecco wurde 1963 für das neu gegründete Salk Institute for Biological Studies angeworben. Vogt folgte ihm als Forschungsstipendiatin. Sie setzten ihre Arbeit über tumorverursachende Viren fort. Allerdings wichen ihre Interessen zunehmend voneinander ab. 1973 wurde Vogt zur Professorin berufen, was einer unabhängigen Stellung entsprach, die es ihr erlaubte, ihre eigenen Ziele bezüglich der Ursprünge von Krebs zu verfolgen. Vogts Forschungen entwickelten sich hin zur Untersuchung der zellulären Immortalisierung in Krebszellen und die Rolle von Telomeren bei diesem Prozess. Ihren letzten Aufsatz veröffentlichte sie 1998.
Marguerite Vogt leistete beträchtliche Beiträge in vielen Bereichen: als Drosophila Entwicklungsgenetikerin, als Virologin, die mit dem Nobelpreisträger Renato Dulbecco gearbeitet hat, und als Forscherin auf dem Gebiet der viralen Transformation und der zellularen Immortalisierung. Darüber hinaus war Vogt eine einflussreiche Mentorin und Kollegin für zahlreiche Nachwuchswissenschaftler, unter denen sich einige zukünftige Nobelpreisträger befanden. Ihre Arbeit wurde nie durch einen bedeutsamen Preis gewürdigt, obwohl dies größtenteils als Versäumnis betrachtet wird. Sie war bekannt für ihr Engagement und sie arbeitete noch mit über 80 Jahren in ihrem Labor.
Marguerite Vogt starb am 6. Juli 2007 in ihrem Haus in La Jolla, Kalifornien.

## Ehrungen
Im September 2022 wurden auf dem Campus Berlin-Buch Büsten von Marguerite Vogt und ihrer Schwester Marthe Vogt enthüllt, die von der Künstlerin Anna Franziska Schwarzbach geschaffen wurden. Die beiden Büsten sind Bestandteil des Projektes „Kunst und Wissenschaft im Park“.